# مارغريت نيكولز
مارغريت نيكولز (بالإنجليزية: Marguerite Nichols)‏ هي ممثلة أمريكية، ولدت في 3 أغسطس 1891 في لوس أنجلوس في الولايات المتحدة، وتوفيت بنفس المكان في 17 مارس 1941 بسبب ذات الرئة.

## وصلات خارجية
- مارغريت نيكولز على موقع IMDb (الإنجليزية)
- مارغريت نيكولز على موقع قاعدة بيانات الفيلم (الإنجليزية)